# Randez-Vous z Nataszą Zylską
Randez-Vous z Nataszą Zylską - pierwszy i jedyny długogrający album studyjny Nataszy Zylskiej wydany w 1960 roku przez Polskie Nagrania i Pronit w formie 10-calowej płyty gramofonowej.

## Lista utworów
Strona a:
1. Pożyteczna chmurka (Walter Kubiczek - Mirosław Łebkowski)
2. Ach, znów Fernando (Hanna Skalska - Kazimierz Szemioth)
3. Już dawno domyśliłam się (Edward Olearczyk - Jan Gałkowski, Mirosław Łebkowski)
4. Klementynka bawi się (Adam Markiewicz, Jerzy Mart - Bogusław Choiński, Jan Gałkowski)
5. To brzydko Roberto (Irena Garztecka - Tadeusz Śliwiak)

Strona b:
1. Pikulina (Wiktor Stryjkowski - Janusz Odrowąż)
2. Chociaż raz powiedz nie (Marek Sart - Zbigniew Kaszkur, Zbigniew Zapert)
3. Soho mambo (Jan Czekalla - Andrzej Tylczyński)

## Charakterystyka albumu
Album Randez-Vous z Nataszą Zylską został wydany w ramach serii płyt pt. Randez-Vous z... wydawanej przez Polskie Nagrania na początku lat 60, w ramach tej serii ukazały się albumy m.in. Reny Rolskiej, Katarzyny Bovery, czy Violetty Villas. Płyta zawierała zbiór nagrań dokonanych przez Nataszę Zylską na przełomie 1959 i 1960 roku w studiu Polskich Nagrań w Warszawie. Dwa utwory zawarte na niej zostały umieszczone w formie singli na płycie szelakowej, oraz singlu Polskich Nagrań i Pronitu. Na płycie w całości artystce towarzyszy Orkiestra Taneczna Polskiego Radia pod dyrekcją Edwarda Czernego.

## Single z nagraniami z albumuRandez-Vous z Nataszą Zylską
- [1959] Muza 3353 / Pronit 3353 - Klementynka bawi się[8]
- [1961] Muza SP 9 - Pikulina[9]

## Muzycy
- Natasza Zylska - śpiew
- Chór Beltono - śpiew
- Orkiestra Taneczna Polskiego Radia p/d Edwarda Czernego - akompaniament